# Björn Tengroth
Björn Mortimer Tengroth, född 20 december 1931 i Sankt Matteus församling i Stockholm, död 24 augusti 2021 i Stockholms domkyrkodistrikt, var en svensk ögonläkare. Han var professor vid Karolinska institutet. 
Björn Tengroth, som var son till ögonläkaren Sten Tengroth och Margot Kaplan, växte upp i Göteborg. Efter studentexamen där 1950 avlade han medicine licentiatexamen 1958 och disputerade för medicine doktorsgrad 1962 vid Göteborgs universitet. Åren 1962–1974 var han docent vid Göteborgs universitet. Han var biträdande överläkare vid Sahlgrenska sjukhuset 1967–1974 samt klinikchef där 1969–1974. Sedan 1974 var han professor i oftalmiatrik vid Karolinska institutet och överläkare vid Karolinska sjukhuset. Åren var 1977–1983 var han dessutom chefsläkare vid Karolinska sjukhuset. Han var chef för Sankt Eriks ögonsjukhus 1990–1996. Åren 1962–1979 var han konsult åt Försvarets forskningsanstalt i vetenskapliga frågor och han ingick i vetenskapliga rådet vid Försvarets sjukvårdsstyrelse från 1975.
Tengroth gav ut ett stort antal vetenskapliga skrifter i ämnena antropologi, endokrinologi, oftalmologi och medicinsk historia. Han invaldes 1983 i Kungliga Ingenjörsvetenskapsakademien och 1992 i Kungliga Krigsvetenskapsakademien.
Han gifte sig första gången 1955 med kurator Ninnie Anderson (1932–2017), som var dotter till direktör Filip Anderson och senare omgift Djurberg, och andra gången 1977 med ögonkirurgen Eva Östberg (född 1938). Båda äktenskapen upplöstes genom skilsmässa. I första giftet föddes tre barn, bland andra Ulrika Francke.
Från någon gång på 1970-talet och till 1985 var han bosatt på Urfjälls gård vid Kungsängen.